# 第68回全国高等学校ラグビーフットボール大会
第68回全国高等学校ラグビーフットボール大会（だい68かいぜんこくこうとうがっこうラグビーフットボールたいかい）は、1988年12月28日から1989年1月7日まで近鉄花園ラグビー場にて行われた、全国高等学校ラグビーフットボール大会である。昭和63年度全国高等学校総合体育大会を兼ねた。昭和天皇崩御に伴い、決勝戦が中止となり茗溪学園高校（初優勝）と大阪工大高校（3回目）の両校優勝となった。

## 概要

### 日程
- 1988年12月28日 1回戦
- 12月30日 2回戦
- 1989年1月1日 3回戦
- 1月3日 準々決勝
- 1月5日 準決勝
- 1月7日 決勝（後述）

## 出場校
※マークはシード校
北海道
- 北北海道代表 - 北見北斗 （7年連続23回目）
- 南北海道代表 - 芦別 （6年ぶり7回目）

東北
- 青森県代表 - 三沢商 （3年ぶり2回目）
- 岩手県代表 - 黒沢尻工※ （12年連続20回目）
- 宮城県代表 - 石巻工 （2年連続7回目）
- 秋田県代表 - 男鹿工 （初出場）
- 山形県代表 - 日大山形 （2年連続2回目）
- 福島県代表 - 勿来工 （2年ぶり3回目）

関東
- 茨城県代表 - 茗溪学園※ （4年連続4回目）
- 栃木県代表 - 作新学院 （4年連続6回目）
- 群馬県代表 - 東農大二※ （4年連続5回目）
- 埼玉県代表 - 熊谷工※ （6年連続20回目）
- 千葉県代表 - 千葉東 （2年連続4回目）
- 東京都第一代表 - 明大中野※ （初出場）
- 東京都第二代表 - 大東大一 （5年連続9回目）
- 神奈川県代表 - 相模台工※ （5年連続10回目）
- 山梨県代表 - 日川※ （11年連続20回目）

北信越
- 新潟県代表 - 新潟工 （4年ぶり19回目）
- 長野県代表 - 岡谷工 （5年連続5回目）
- 富山県代表 - 砺波 （5年連続6回目）
- 石川県代表 - 羽咋工 （6年ぶり12回目）
- 福井県代表 - 若狭東 （7年連続12回目）

東海
- 静岡県代表 - 東海大一 （2年連続3回目）
- 愛知県代表 - 西陵商 （2年連続21回目）
- 岐阜県代表 - 関商工 （3年連続14回目）
- 三重県代表 - 木本 （3年連続5回目）

近畿
- 滋賀県代表 - 八幡工 （2年ぶり7回目）
- 京都府代表 - 東山※ （2年ぶり2回目）
- 大阪府第一代表 - 大阪工大高※ （2年ぶり15回目）
- 大阪府第二代表 - 淀川工 （4年ぶり10回目）
- 大阪府第三代表 - 啓光学園※ （21年ぶり2回目）
- 兵庫県代表 - 報徳学園 （2年ぶり19回目）
- 奈良県代表 - 天理※ （3年連続44回目）
- 和歌山県代表 - 和歌山工 （5年連続8回目）

中国
- 鳥取県代表 - 倉吉東 （初出場）
- 島根県代表 - 出雲 （2年連続4回目）
- 岡山県代表 - 津山工 （2年連続8回目）
- 広島県代表 - 広島工 （8年連続21回目）
- 山口県代表 - 大津※ （7年連続9回目）

四国
- 徳島県代表 - 脇町 （2年連続13回目）
- 香川県・高知県代表 - 坂出工（香川） （2年ぶり7回目）
- 愛媛県代表 - 新田※ （11年連続29回目）

九州・沖縄
- 福岡県代表 - 東筑 （初出場）
- 佐賀県代表 - 佐賀工 （7年連続17回目）
- 長崎県代表 - 長崎北 （3年連続3回目）
- 熊本県代表 - 熊本工 （2年連続24回目）
- 大分県代表 - 大分舞鶴 （3年連続27回目）
- 宮崎県代表 - 高鍋 （4年ぶり8回目）
- 鹿児島県代表 - 鹿児島工 （3年ぶり2回目）
- 沖縄県代表 - コザ※ （2年ぶり6回目）

## 試合時間
※全試合30分ハーフで行う。同点で終了した場合は1.トライ数2.ゴール数3.抽選の順にて次回出場校を決める。

## 試合

### 1回戦
- 淀川工 28 - 9 芦別
- 鹿児島工 32 - 4 新潟工
- 三沢商 13 - 8 倉吉東
- 日大山形 8 - 4 坂出工
- 東筑 23 - 6 木本
- 日川 24 - 6 佐賀工
- 報徳学園 37 - 3 勿来工
- 大分舞鶴 17 - 3 東海大一
- 若狭東 9 - 0 羽咋工

- 関商工 26 - 4 津山工
- 高鍋 16 - 13 岡谷工
- 西陵商 39 - 0 脇町
- 石巻工 10 - 6 長崎北
- 作新学院 38 - 0 出雲
- 広島工 19 - 8 千葉東
- 男鹿工 14 - 0 和歌山工
- 八幡工 12 - 6 砺波
- 北見北斗 24 - 0 熊本工

### 2回戦
- 淀川工 12 - 12 熊谷工
- 鹿児島工 20 - 6 三沢商
- 明大中野 30 - 0 日大山形
- 東山 25 - 6 東筑
- 大東大一 16 - 16 日川
- 天理 20 - 0 報徳学園
- 茗溪学園 30 - 7 大分舞鶴
- 新田 33 - 0 若狭東

- 相模台工 12 - 6 関商工
- 高鍋 11 - 6 コザ
- 西陵商 17 - 8 黒沢尻工
- 啓光学園 31 - 0 石巻工
- 作新学院 16 - 4 東農大二
- 大津 31 - 3 広島工
- 八幡工 10 - 0 男鹿工
- 大阪工大高 45 - 3 北見北斗

### 3回戦
- 淀川工 22 - 4 鹿児島工
- 東山 14 - 13 明大中野
- 天理 24 - 4 大東大一
- 茗溪学園 24 - 18 新田

- 相模台工 39 - 6 高鍋
- 啓光学園 3 - 0 西陵商
- 大津 16 - 11 作新学院
- 大阪工大高 18 - 3 八幡工

### 準々決勝
- 淀川工 10 - 8 東山
- 茗溪学園 11 - 9 天理

- 相模台工 22 - 3 啓光学園
- 大阪工大高 51 - 13 大津

### 準決勝
- 茗溪学園 32 - 7 淀川工
- 大阪工大高 16 - 10 相模台工

### 決勝
決勝戦は1月7日に開催される予定であったが、この日の朝に昭和天皇が崩御。政府が国民に服喪を呼び掛けたことや、3学期の日程が始まる都合なども鑑みて大会運営本部の協議の上で決勝戦の代替開催を設定せず、試合を中止として茗溪学園と大阪工大高の両校を優勝とする措置を執った。試合開始時刻には大会運営本部並びに両校の選手及び関係者 を集め、表彰式・閉会式のみを執り行った上、両校選手による優勝記念写真の撮影が行われた。
この試合から26年後の2015年4月26日、近鉄花園ラグビー場にて行われた第9回関西ラグビーまつりの「花園オールドボーイズ交流戦」として、当時の両校の選手が集まり「幻の決勝戦」を実施。64-19で大阪工大高OBが勝利した。
| 1月7日 13:00 | 茗溪学園 | 中止 | 大阪工大高 | 第1グラウンド |
| 1月7日 13:00 |          |      |            | 第1グラウンド |

## 関連試合

### 第12回高校東西対抗試合
- 大会で特に活躍した選手を選抜した上で、東西に分かれて行ういわば高校ラグビー版オールスターゲームである。

1989年1月15日 国立競技場
試合結果 西軍 61 - 17 東軍
東軍監督：山田耕二（名古屋市立西陵商業高等学校）
西軍監督：前田豊彦（報徳学園高等学校）